# NGC 6862
NGC 6862 ist eine Balken-Spiralgalaxie vom Hubble-Typ SBbc im Sternbild Teleskop am Südsternhimmel. Sie ist schätzungsweise 185 Millionen Lichtjahre von der Milchstraße entfernt.
Das Objekt wurde am 9. Juli 1834 von John Herschel entdeckt.